# 에이와역
에이와역(일본어: 永和駅)은 일본 아이치현 아이사이시에 있는 도카이 여객철도 간사이 본선의 역이다.

## 역 구조 및 승강장
상대식 승강장 2면 2선의 구조를 가지고 있으며, 교환 설비를 보유하고 있는 지상역이다. 역사 쪽(구내 남쪽)의 1번선이 하행 본선, 구내 북쪽의 2번선이 상행 본선이며, 그 사이에 화물 열차 대피용으로 전철화되지 않은 중선이 있다. 서로의 승강장은 지붕이 없는 과선교로 연결되어 있다.
도카이 교통 사업의 직원이 업무를 담당하는 업무위탁역으로, 구와나역이 이 역을 관리하고 있다. 이른 아침이나 심야는 무인으로 한다. 역사 내부에는 발권 창구나 자동 개찰기등이 설치되어 있다.
| 1 | ■ 간사이 본선 | 하행 | 욧카이치 · 마쓰사카 방면 |
| 2 | ■ 간사이 본선 | 상행 | 나고야 방면              |

## 역 주변
주변이 전원지대이다. 그 때문에 드물게 거북이가 포인트나 레일 사이에 끼어 전동차가 멈추는 일이 있다.
- 긴키 닛폰 철도 나고야 선 도미요시 역

## 역사
- 1927년 9월 1일 : 일본국유철도 간사이 본선의 가니에 - 야토미 간에 젠다 신호장으로서 개설.
- 1929년 2월 1일 : 역으로 승격, 에이와역으로서 개업. 일반역.
- 1959년 10월 15일 : 화물의 취급을 폐지.
- 1984년 2월 1일 : 하물의 취급을 폐지.
- 1987년 4월 1일 : 일본국유철도 분할 민영화에 의해, 도카이 여객철도가 계승.
- 1992년 11월 : 발권 창구 영업 개시.
- 2006년 11월 25일 : TOICA 도입.

## 인접 역
| 도카이 여객철도 간사이 본선 | 도카이 여객철도 간사이 본선 | 도카이 여객철도 간사이 본선     |
| --------------------------- | --------------------------- | ------------------------------- |
| 가니에 나고야 방면          | ■ 간사이 본선               | 야토미 욧카이치 · 가메야마 방면 |